# HD 50700
HD 50700 è una stella bianca nella sequenza principale di magnitudine 6,46 situata nella costellazione dell'Unicorno. Dista 562 anni luce dal sistema solare.

## Osservazione
Si tratta di una stella situata nell'emisfero celeste australe, ma molto in prossimità dell'equatore celeste; ciò comporta che possa essere osservata da tutte le regioni abitate della Terra senza alcuna difficoltà e che sia invisibile soltanto molto oltre il circolo polare artico. Nell'emisfero sud invece appare circumpolare solo nelle aree più interne del continente antartico. Essendo di magnitudine pari a 6,5, non è osservabile ad occhio nudo; per poterla scorgere è sufficiente comunque anche un binocolo di piccole dimensioni, a patto di avere a disposizione un cielo buio.
Il periodo migliore per la sua osservazione nel cielo serale ricade nei mesi compresi fra dicembre e maggio; da entrambi gli emisferi il periodo di visibilità rimane indicativamente lo stesso, grazie alla posizione della stella non lontana dall'equatore celeste.

## Caratteristiche fisiche
La stella è una bianca nella sequenza principale; possiede una magnitudine assoluta di 0,28 e la sua velocità radiale positiva indica che la stella si sta allontanando dal sistema solare.

## Sistema stellare
HD 50700 è un sistema stellare formato da due componenti. La componente principale A è una stella di magnitudine 6,46. La componente B è di magnitudine 7,2, separata da 1,2 secondi d'arco da A e con angolo di posizione di 170 gradi.